# Саат кула (Свети Никола)
Саат кула (на македонска литературна норма: Саат кула) е часовниковата кула в град Свети Никола, Република Македония.
Кулата се намира в центъра на града до църквата „Свети Никола“. Предполага се, че е изградена в началото на XIX век. Биещият часовник е построен в 1902 – 1903 година и е финансиран от богатия местен търговец Наце Байков. Кулата е реставрирана и се поддържа от община Свети Никола.